# Ekaterine Gorgodze
Ekaterine Gorgodze (Georgisch: ეკატერინე გორგოძე) (3 december 1991) is een tennisspeelster uit Georgië. Zij begon op vijfjarige leeftijd met het spelen van tennis.

## Loopbaan
In 2006 speelde Gorgodze haar eerste ITF-toernooi in Tbilisi (Georgië); zij bereikte daar meteen de finale – in 2011 was de Baku Cup haar eerste WTA-toernooi.
In januari 2011 won zij haar eerste ITF-titel in Mallorca in het damesenkelspel; in april 2011 won zij samen met de Roemeense Laura-Ioana Andrei het ITF-toernooi van Antalya in Turkije. 
In 2016 zou zij in Bursa de dubbelspelfinale van het ITF-toernooi aldaar spelen, maar door de staatsgreep werd het toernooi afgebroken. Tot op heden(augustus 2022) won zij zeventien ITF-titels in het enkelspel en 29 in het dubbelspel.
In 2019 bereikte Gorgodze voor het eerst een WTA-finale, op het dubbelspeltoernooi van Palermo, samen met de Nederlandse Arantxa Rus – zij verloren van het koppel Cornelia Lister en Renata Voráčová.
In de periode 2007–2020 maakte Gorgodze deel uit van het Georgische Fed Cup-team – zij behaalde daar een winst/verlies-balans van 18–20.
In 2021 had Gorgodze haar grandslamdebuut op Roland Garros. In juni bereikte zij weer een dubbelspelfinale, op het WTA-toernooi van Bol, met de Slowaakse Tereza Mihalíková aan haar zijde. In september won zij de dubbelspeltitel op het WTA-toernooi van Karlsruhe, geflankeerd door de Roemeense Irina Maria Bara. In oktober maakte zij haar entrée tot de top 100 van het dubbelspel. In drie maanden tijd won zij met Bara in totaal vier WTA-dubbelspeltitels.
In juli 2022 kwam zij binnen op de top 50 van het dubbelspel.

## Posities op deWTA-ranglijst
Positie per einde seizoen:
| jaar | rang enkelspel | rang dubbelspel |
| ---- | -------------- | --------------- |
| 2006 | 759            | –               |
| 2007 | 810            | 607             |
| 2008 | 703            | –               |
| 2009 | 513            | 393             |
| 2010 | 610            | 626             |
| 2011 | 403            | 443             |
| 2012 | 477            | 250             |
| 2013 | 523            | 445             |
| 2014 | 313            | 406             |
| 2015 | 390            | 155             |
| 2016 | 273            | 272             |
| 2017 | 357            | 329             |
| 2018 | 154            | 252             |
| 2019 | 207            | 158             |
| 2020 | 216            | 140             |
| 2021 | 149            | 69              |

## Palmares
| Legenda                 |
| ----------------------- |
| Grandslamtoernooi       |
| Olympische Spelen       |
| Year-End Championships  |
| Premier Mandatory       |
| Premier Five / WTA 1000 |
| Premier / WTA 500       |
| International / WTA 250 |
| Challenger / WTA 125    |

### WTA-finaleplaatsen enkelspel
geen

### WTA-finaleplaatsen vrouwendubbelspel
| nr.              | finale     | toernooi         | ondergrond    | partner             | tegenstandsters                             | score            |         |
| ---------------- | ---------- | ---------------- | ------------- | ------------------- | ------------------------------------------- | ---------------- | ------- |
| gewonnen finales |            |                  |               |                     |                                             |                  |         |
| 1.               | 2021-09-12 | WTA Karlsruhe    | gravel        | Irina Maria Bara    | Katarzyna Piter Mayar Sherif                | 6-3, 2-6, [10-7] | details |
| 2.               | 2021-10-31 | WTA Cluj-Napoca  | hardcourt (i) | Irina Maria Bara    | Aleksandra Krunić Lesley Pattinama-Kerkhove | 4-6, 6-1, [11-9] | details |
| 3.               | 2021-11-07 | WTA Buenos Aires | gravel        | Irina Maria Bara    | María Lourdes Carlé Despina Papamichail     | 5-7, 7-5, [10-4] | details |
| 4.               | 2021-11-21 | WTA Montevideo   | gravel        | Irina Maria Bara    | Carolina Alves Marina Bassols Ribera        | 6-4, 6-3         | details |
| 5.               | 2022-04-02 | WTA Marbella     | gravel        | Irina Maria Bara    | Vivian Heisen Katarzyna Kawa                | 6-4, 3-6, [10-6] | details |
| 6.               | 2022-07-17 | WTA Boedapest    | gravel        | Oksana Kalasjnikova | Katarzyna Piter Kimberley Zimmermann        | 1-6, 6-4, [10-6] | details |
| verloren finales |            |                  |               |                     |                                             |                  |         |
| 1.               | 2019-07-27 | WTA Palermo      | gravel        | Arantxa Rus         | Cornelia Lister Renata Voráčová             | 6-7, 2-6         | details |
| 2.               | 2021-06-12 | WTA Bol          | gravel        | Tereza Mihalíková   | Aliona Bolsova Katarzyna Kawa               | 1-6, 6-4, [6-10] | details |
| 3.               | 2025-07-19 | WTA Rome         | gravel        | Darja Semeņistaja   | Cho I-hsuan Cho Yi-tsen                     | 6-4, 4-6, [6-10] | details |

## Resultaten grandslamtoernooien
| Legenda | Legenda                          |
| ------- | -------------------------------- |
| g.t.    | geen toernooi gehouden           |
| l.c.    | lagere categorie                 |
| –       | niet deelgenomen                 |
| G       | uitgeschakeld in de groepsfase   |
| 1R      | uitgeschakeld in de eerste ronde |
| 2R      | uitgeschakeld in de tweede ronde |
| 3R      | uitgeschakeld in de derde ronde  |
| 4R      | uitgeschakeld in de vierde ronde |
| KF      | uitgeschakeld in de kwartfinale  |
| HF      | uitgeschakeld in de halve finale |
| F       | de finale verloren               |
| W       | het toernooi gewonnen            |
| w-v     | winst/verlies-balans             |

### Enkelspel
| toernooi        | 2021 | 2022 |
| --------------- | ---- | ---- |
| Australian Open | –    | –    |
| Roland Garros   | 1R   | –    |
| Wimbledon       | –    | 1R   |
| US Open         | –    |      |

### Vrouwendubbelspel
| toernooi        | 2022 |
| --------------- | ---- |
| Australian Open | 1R   |
| Roland Garros   | 1R   |
| Wimbledon       | 1R   |
| US Open         |      |